# Henry Glass (Musiker)
Henry „Booker T.“ Glass (* 10. August 1888 in New Orleans; † 19. Juli 1981) war ein US-amerikanischer Musiker (Basstrommel) des Hot Jazz.

## Leben und Wirken
„Booker T.“ Glass war Schüler von Edward Gaspard und begann seine Karriere 1908 in Brass Bands; 1918/19 war er Mitglied im Camelia Orchestra und der Camelia Brass Band, die beide von Wooden Joe Nicholas geleitet wurden. Er spielte dann mit verschiedenen Brass Bands der Stadt, wie Harold Dejans Olympia Brass Band, der Eureka Brass Band, Kid Howard und in der Tuxedo Brass Band, außerdem in Tanzorchestern, bis er mit 92 Jahren starb. Er wirkte zwischen 1960 und 1971 bei 15 Aufnahmesessions mit. Sein Sohn Nowell „Papa“ Glass (1927–2001) war ebenso Basstrommler.